# John Carlos
John Wesley Carlos (Nova York, 5 de junho de 1945) é um ex-velocista norte-americano, medalha de bronze nos 200 m rasos nos Jogos Olímpicos da Cidade do México em 1968. Num evento tensionado por problemas raciais que aconteciam nos Estados Unidos e no mundo da época, sua saudação com o braço levantado no pódio, no estilo black power com uma luva negra na mão, junto a seu companheiro Tommie Smith, o vencedor da prova, causaram uma grande controvérsia mundial e o fizeram ser expulso dos Jogos pelos dirigentes do Comitê Olímpico dos Estados Unidos.
Anos depois, ele integraria o Comitê Organizador dos Jogos Olímpicos de Los Angeles em 1984 e seria introduzido no USA Track & Field Hall of Fame em 2003.

## Carreira
Nascido no Harlem, em Nova York, negro de ascendência cubana, mostrou talento para a velocidade desde cedo e recebeu uma bolsa de estudos para a Texas A&M University, onde foi estudar e competir, seguindo-se uma bolsa na San Jose State University, universidades pelas quais ganhou várias provas de 100 e 200 m nos campeonatos americanos de atletismo da National Collegiate Athletic Association (NCAA), na metade dos anos 60. Em 1967, foi campeão dos 200 m nos Jogos Pan-americanos de Winnipeg, no Canadá.
Na seletiva americana para os Jogos Olímpicos da Cidade do México 1968, em setembro daquele ano, Carlos surpreendeu o mundo do atletismo ao quebrar o recorde mundial dos 200 m de Tommie Smith, marcando 19s92 para a prova. Apesar do recorde nunca ser oficializado por causa do formato em "escova" das travas da sapatilha de corrida de Carlos, esta marca reafirmou seu status como velocista de primeiro nível internacional.
Ele era um fundadores do Olympic Project for Human Rights, uma organização criada para protestar contra a segregação racial nos Estados Unidos e na África do Sul, especialmente, e contra o racismo existente no mundo dos esportes. Nesta condição, foi um dos incentivadores a um boicote aos Jogos do México, a menos que quatro exigências fossem atendidas: a expulsão das nações racistas África do Sul e Rodésia dos Jogos Olímpicos, a restituição do título de campeão mundial dos pesos-pesados a Muhammad Ali, a renúncia de Avery Brundage — norte-americano considerado racista, antissemita e simpático ao nazismo — à presidência do Comitê Olímpico Internacional e a contratação de um maior número de assistentes-técnicos negros. Como o boicote perdeu força depois da exclusão da Rodésia e da África do Sul, ele decidiu participar, junto com Smith, mas fazerem algum protesto caso ganhassem medalhas.

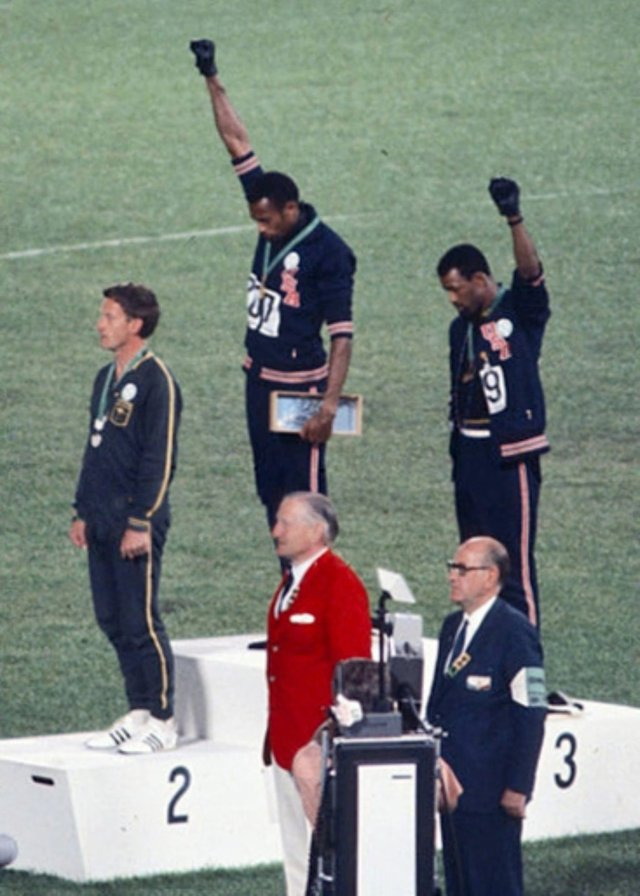
Da esquerda para a direita: Peter Norman, Tommie Smith, e John Carlos na famosa foto na Cidade do México 1968.

Smith venceu a final dos 200 m com novo recorde mundial – 19s78 – com o australiano Peter Norman em segundo e Carlos em terceiro. Após a prova, Carlos e Smith dirigiram-se para a cerimônia de premiação no pódio usando apenas meias pretas, sem sapatos, e com uma luva negra num dos punhos. Durante a execução do Hino dos Estados Unidos, os dois ergueram seus braços com as luvas, à maneira da saudação black power dos Panteras Negras, em protesto contra o racismo e as condições de pobreza dos negros em seu país; foram apoiados por Norman, um australiano branco, que pregou no peito um logotipo da Olympic Project for Human Rights. A imagem dos três no pódio correu o mundo no mesmo instante, levantando controvérsias por toda parte.
O presidente do COI, Avery Brundage, fez, logo após o fato, uma declaração considerando que protestos políticos era completamente inadequados para um evento como aquele, visto como um torneio apolítico e que Carlos e Smith haviam "quebrado deliberadamente e violentamente os princípios do espírito olímpico". Numa reação imediata, ele ordenou que os dois fossem desligados da delegação americana, banidos da Vila Olímpica e e retornassem a seus países. Muitos porém, nos EUA e através do mundo, elogiaram os homens por sua bravura. O gesto de Smith, Carlos e Norman teve efeitos persistentes na vida dos três homens. Norman foi punido pelo Comitê Olímpico Australiano, excluído do noticiário das tevês do país e não foi convocado para Munique 1972, apesar de conseguir por 13 vezes o tempo de qualificação para os 200 metros; os mais sérios, entretanto, foram as ameaças constantes de morte aos dois americanos e suas famílias. Versões de que os dois tiveram suas medalhas confiscadas pelo COI circularam pela mídia, mas Carlos declarou depois que não era verdade e que a dele estava com sua mãe. Sua mãe acabou morrendo em 1970 de ataque cardíaco causado pela pressão que sofria constantemente pelo ato do filho, recebendo estrume e ratos mortos em sua caixa de correio enviados pelos fazendeiros brancos da região.
Depois de encerrar a carreira – em 1969 ele ainda conquistaria várias vitórias nos EUA, nas 100 e 200 jardas e lideraria a equipe da San Jose State University a vencer seu primeiro campeonato da NCAA – ele se profissionalizou no futebol americano, mas contusões da época do atletismo agravadas no novo esporte, fizeram com que tivesse uma carreira muito curta no Philadelphia Eagles.

## Vida posterior
Aposentando-se dos esportes como atleta, formado em Humanismo pela SJSU, Carlos continuou envolvido com o mundo esportivo, trabalhando para a Puma, para o Comitê Olímpico dos Estados Unidos, para o Comitê Organizador dos Jogos de Los Angeles, para a cidade de Los Angeles e como técnico de atletismo em escolas da Califórnia.
Em outubro de 2011, John Carlos apareceu em Nova York no movimento de protesto Occupy Wall Street, levantando seu punho como em 1968 e fazendo um discurso aos manifestantes: "Hoje eu estou aqui por vocês. Por quê? Porque eu sou um de vocês. Estamos aqui 43 anos depois porque existe uma luta ainda por ser vencida. Este dia não é para nós, mas pelas nossas crianças que virão".

## Homenagens
Em 2005, uma estátua em bronze mostrando Carlos e Tommie Smith com seu lendário gesto no pódio da Cidade do México foi criada e instalada no campus da Universidade Estadual de San Jose, onde está aberta à visitação pública. Em 2008, os dois receberam o Arthur Ashe Courage Award, prêmio que leva o nome do ex-tenista negro Arthur Ashe, que morreu de AIDS em 1993, e é dedicado a personalidades que mostrem coragem em suas vidas, sejam elas do esporte ou não.

## Na cultura popular
- O álbum mais vendido em 1974 na Suécia, Livet är en fest, da banda de rock progressivo Nationalteatern, inclui uma faixa chamada "Mr. John Carlos", onde descreve os eventos da cerimônia de premiação em 1968 e as subsequentes dificuldades enfrentadas por Carlos.[10]
- Uma aerógrafo do trio no pódio foi pintado num mural na cidade de Sydney, Austrália. Pintado com permissão por um artista alternativo no muro da casa de um cidadão australiano e batizado como Three Proud People" (Três Pessoas Orgulhosas), ele já foi visitado por Peter Norman, que, segundo o dono da casa, ficou muito feliz com o que viu. O mural é uma atração turística no subúrbio de Newtown.[11]
- Carlos aparece brevemente no episódio My Mother the Carjacker, do seriado de TV Os Simpsons, no pódio, usando luvas negras.[8]